# Leões do Recanto Futebol Clube
O Leões do Recanto Futebol Clube, é um clube brasileiro da cidade de São Paulo, Capital. O Leões é caracterizado como entidade de prática desportiva, fundado pelo senhor Mário Sérgio Nascimento em  12 de Outubro de 2007 no estado de São Paulo.
Suas cores são vermelho, preto e branco.
Em 2016, o clube filiou-se a Liga de Futebol Paulista, e disputou a 1ª Taça Paulista.
Por trás do clube, que se profissionalizou em 2016, existe também um grande Projeto Social.

## História
Criada na cidade de São Paulo no Bairro: Recanto Santo Antonio na Rua Augusto Fabregas, com o nome Leões do Recanto Futebol Clube, a equipe foi fundada por amantes da várzea paulista com o intuído de ser um dos mais forte. Com seu primeiro ano de fundação em 2007, o clube conquistou vários títulos da várzea paulista em pouco espaço de tempo. Com as conquistas, a torcida foi crescendo, e a equipe sendo cada vez mais respeitada no futebol amador. Em 2015 o clube se profissionalizou pela Liga de Futebol Paulista representada pela Presidente Dra Gislaine Nunes. Em 2016 participou da primeira edição da Taça Paulista se classificando para 2º fase (Oitavas de finais) desempenho excelente.          
[[Ficheiro:|120 px|left]]
O Leões do Recanto é proveniente da "pelada" de um grupo de moradores do bairro do Recanto Santo Antônio que se reuniam aos domingos na quadra da E.E Sinhá Pantoja joga aquela pelada de domingo de manhã, coordenados pelo senhor Mário Sérgio e Jessé. A fundação do Leões do Recanto em foi realizada 12/10/2007 depois de uma final de campeonato de uma equipe amadora Letícia F.C senhor Mário ficou encantado com a vibração dos torcedores naquele campo de terra batido, chegando em sua residência Mário chamou seu amigo Jessé disse que estava cansado de fica jogando pelada na quadra da escola sem vibração nenhuma e estava decidido a mudar para o futebol de campo. Então senhor Mário sempre rival do Jd Letícia F.C devido os rachas na quadra da escola abriu seu coração e falou para seu amigo Jessé a emoção que sentiu naquela final de campeonato. Logo em seguida em sua residência chegou seu outro amigo Cabral o polêmico o senhor Mário narrou para o Cabral ocorrido neste instantes os três amigos tiveram a ideia de monta uma equipe nova no bairro de futebol de campo e o nome da equipe tinha que representa o bairro onde o senhor Mário e Cabral moravam porque o seu amigo Jessé por ironia do destino jogava e morava no bairro jardim Letícia então para não contraria ninguém surgiu a ideia de coloca o nome Leões porque seus amigos Jessé e Cabral pareciam uns Leões quando jogavam futebol de campo nas equipes amadoras da região neste momento o senhor Mário e seus dois amigos em comum acordo colocaram Leões do Recanto F.C as cores da equipe foram neutras porque Mário e Cabral corintianos fanáticos e seu amigo Jessé cruzeirense fanático. Então Mario que sempre teve simpatia pela Flamengo da década 80/81 colocou as cores vermelha e preto a cor branca surgiu anos depois como terceira opção e continua ate hoje. Seus fundadores: Mário Sérgio, José Carlos Cabral, José Maria de Fátima (Jessé).          
Curiosamente em 2008 o senhor Mário Sérgio com 4 meses de fundação da equipe Leões foi convidado pelo já falecido senhor Manga Rosa para disputar uma Copa Verão para tampar buraco deixa por outra equipe o senhor Manga Rosa fez o convite e disse vocês tem duas horas para paga a taxa de inscrição senão estão fora e na época era um dinheirão meu irmão Gugu Barão ao ouvir a ironia e arrogância do Manga na hora sacou de sua carteira e pagou a vista a taxa de inscrição e arbitragem da primeira fase. O manga rosa ficou sem reação e para não descer da sua arrogância virou pra mim e Jesse e disse leva mesmo dinheiro porque vocês vão entra somente para participarem porque a chances de vocês vencerem um jogo nesta copa e mínima depois 4 meses participando desta competição Copa Verão como profetizou Manga Rosa chegamos na grande final somente com moleques e consagrando pela primeira vez na historia CAMPEÃO diante da melhor equipe na época Chega Lindo do Parque Sto. Antônio.    

## Missão
É apresentar futebol arte aos torcedores onde equipe estiver jogando jamais falta vontade e determinação nos jogos disputados pela equipe e estamos sempre trabalhamos para melhora o elenco e apresenta excelente espetáculo e atrair simpatizantes de outras entidades.

## Símbolos

### Escudo
| Evolução do Escudo do Leões do Recanto | Evolução do Escudo do Leões do Recanto | Evolução do Escudo do Leões do Recanto        | Evolução do Escudo do Leões do Recanto | Evolução do Escudo do Leões do Recanto | Evolução do Escudo do Leões do Recanto | Evolução do Escudo do Leões do Recanto | Evolução do Escudo do Leões do Recanto | Evolução do Escudo do Leões do Recanto |
| Leões do Recanto - 2007 – 2017         | Leões Tieteense - 2017 – 2017          | Leões do Recanto Futebol Clube - 2018 – Atual |                                        |                                        |                                        |                                        |                                        |                                        |
| -------------------------------------- | -------------------------------------- | --------------------------------------------- | -------------------------------------- | -------------------------------------- | -------------------------------------- | -------------------------------------- | -------------------------------------- | -------------------------------------- |

## Títulos
| Municipais e Regionais | Municipais e Regionais                 | Municipais e Regionais | Municipais e Regionais |
|                        | Competição                             | Títulos                | Temporadas             |
| ---------------------- | -------------------------------------- | ---------------------- | ---------------------- |
|                        | Copa de verão Amadora de São Paulo     | 1                      | 2007                   |
|                        | Campeonato Jogos da Cidade - Municipal | 1                      | 2011                   |
|                        | Campeonato Jogos da Cidade - Regional  | 1                      | 2012                   |
|                        | Campeonato Veterano Inter - CDC        | 1                      | 2012                   |